# Pauluskirche (Berlin-Neukölln)

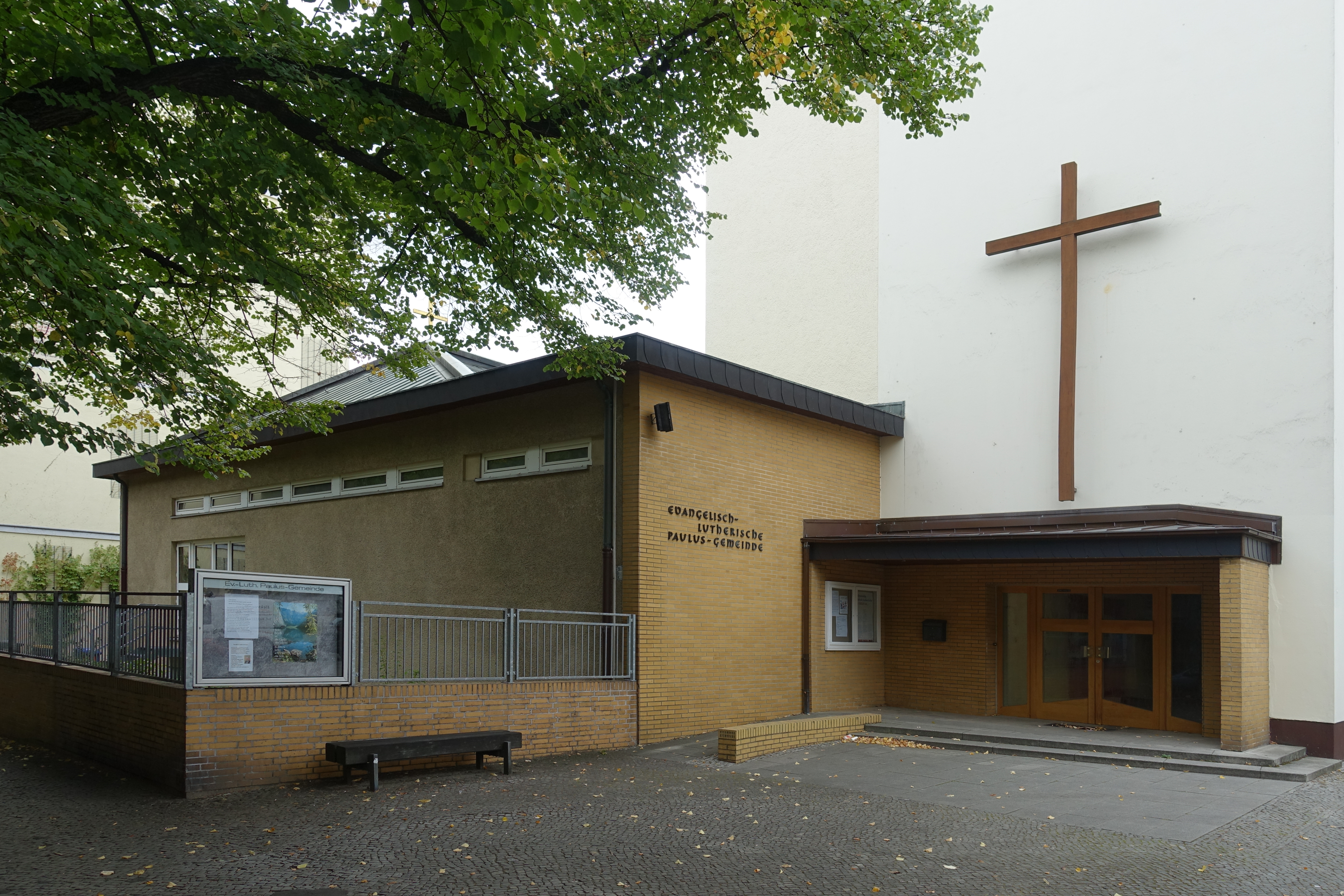
Pauluskirche

Die evangelisch-lutherische Pauluskirche steht am Kranoldplatz 11 Ecke Bruno-Bauer-Straße im Ortsteil Berlin-Neukölln des Berliner Bezirks Neukölln. Die Paulus-Gemeinde gehört zur Selbständigen Evangelisch-Lutherischen Kirche.

## Geschichte
Am Passionssonntag 1965 wurde das als Gemeindezentrum konzipierte Kirchengebäude eingeweiht. Der Bau war nötig geworden, weil die Gemeindeglieder aus Kreuzberg und Neukölln nach dem Bau der Berliner Mauer am 13. August 1961 nicht mehr zu ihrer Kirche der damaligen altlutherischen Südgemeinde in der Annenstraße in Berlin-Mitte kommen konnten. Am 22. März 2015 feierte die Gemeinde in ihren Räumlichkeiten das 50-jähriges Jubiläum ihrer Kirchweihe.

## Baubeschreibung
Die moderne Saalkirche ist seitlich an ein Wohngebäude angebaut. Ein schlichtes großes Kreuz auf der fensterlosen Seitenwand des angrenzenden Wohnhauses weist auf die Kirche hin. Das unscheinbar verputzte Gebäude ist mit einem flachen Pyramidendach bedeckt, das sich zum Eingangsbereich in einem Flachdach fortsetzt. Der Kirchsaal, auch er von einer Pyramidendecke überwölbt, wird durch ein großes Fenster und den über die gesamte Wand oben liegenden schmalen Fensterschlitzen beleuchtet. Auf der gegenüber liegenden Wand gibt es eine ähnliche Fensteranordnung. Die Vorhalle befindet sich im Erdgeschoss des Wohnhauses.

## Ausstattung
Zur Unterstützung des Gesangs beim Gottesdienst gibt es eine von der Karl Schuke Berliner Orgelbauwerkstatt 1967 gebaute Orgel.